# Vedette del Carso triestino

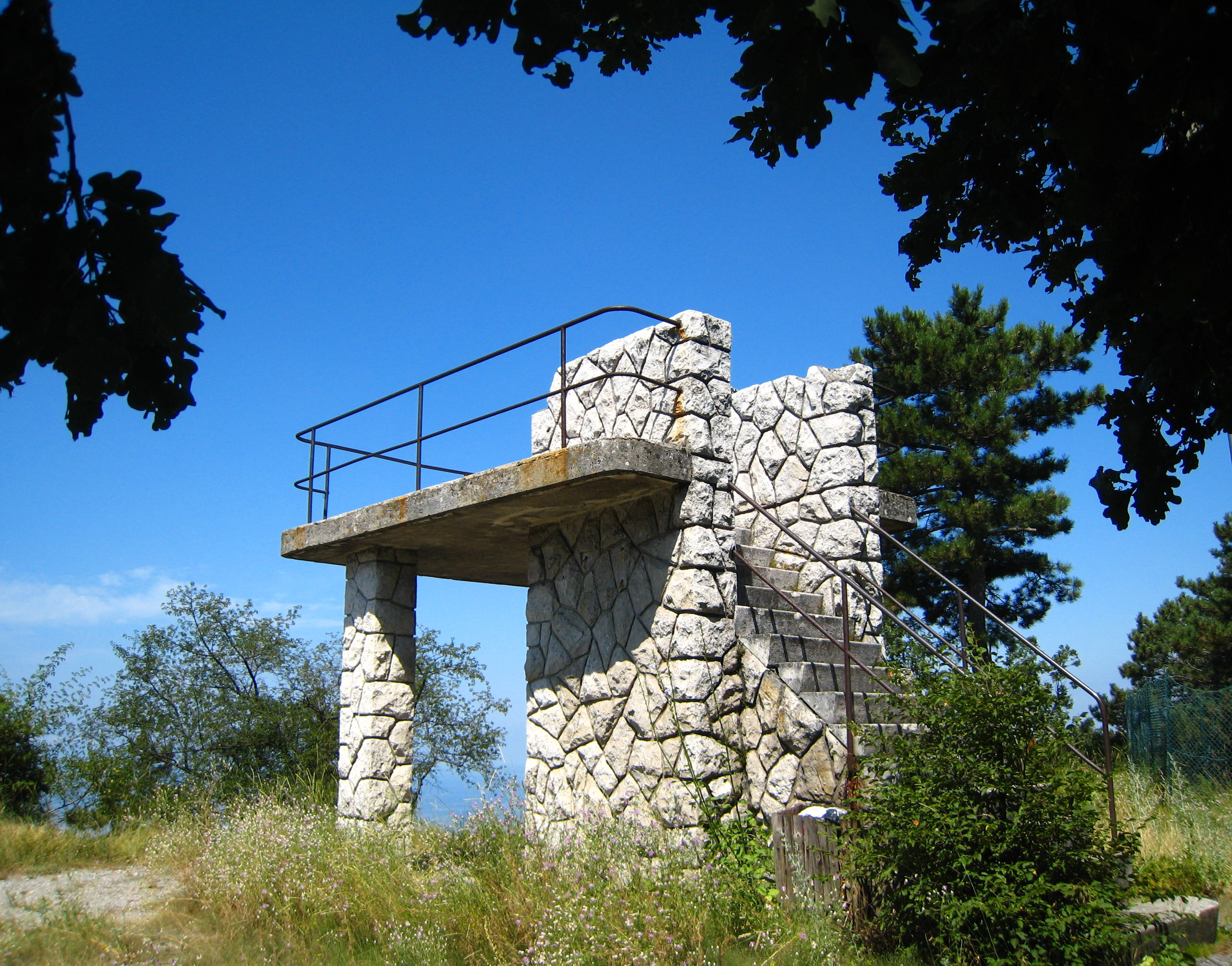
La vedetta Alice

Le vedette del Carso triestino sono delle piccole costruzioni in muratura, situate lungo il ciglione del Carso nella provincia di Trieste. Sono poste lungo i sentieri in punti particolari che offrono una bella vista panoramica sul golfo di Trieste o sulla Val Rosandra.

## Descrizione
Le vedette che guardano al golfo si elevano di alcuni metri dal livello del suolo, in modo da superare l'altezza dell'eventuale vegetazione, mentre quelle che guardano la Val Rosandra sono a picco sui pendii ove sono adagiate. Su alcune vedette sono incise delle rose dei venti con indicate le località che si possono osservare nelle varie direzioni.
Risalendo da San Dorligo della Valle verso Sistiana troviamo:
- Val Rosandra:
  - Vedetta di Crogole - zona San Dorligo della Valle, sul monte Carso, sul lato sud dell'imboccatura della Val Rosandra
  - Vedetta di Moccò - sul versante nord della Val Rosandra, praticamente sopra al rifugio Mario Premuda
  - Vedetta di San Lorenzo - sul versante nord della Val Rosandra, sopra il sentiero dell'ex-ferrovia
- Ciglione carsico:
  - Vedetta Alice - zona Padriciano, nei pressi dell'Area di Ricerca
  - Vedetta Italia - zona Prosecco, sopra la strada Napoleonica
  - Vedetta Slataper - zona Santa Croce
  - Vedetta Liburnia - zona Aurisina
  - Vedetta Tiziana Weiss - zona Aurisina Cave

Tutte le vedette, eccetto quella di San Lorenzo, sono raggiungibili solamente tramite sentieri, e non con l'automobile. Un lungo percorso, intitolato a Julius Kugy, risultante dall'utilizzo di tracciati di sentieri diversi, permette di toccare tutte le vedette.

### Vedette storiche
Le prime vedette furono costruite a cavallo tra l '800 e il '900; si trattava di costruzioni spesso di notevole pregio architettonico, che però non sono sopravvissute fino ad oggi: vennero per lo più demolite nel corso della prima o, talvolta, della seconda guerra mondiale, in quanto potevano costituire pericolosi punti di riferimento per l'artiglieria nemica.
Tra le vedette storiche, ricordiamo:
- Vedetta del Giubileo

Costruita a Prosecco nel 1908 dal Club Touristi Triestini, per celebrare i 60 anni di regno dell'imperatore Francesco Giuseppe. Era una maestosa torre in pietra bianca, alta 11 m, progettata dall'architetto Carlo Hesky e realizzata con fondi frutto di una sottoscrizione pubblica. Nel 1922 passò alla Società Alpina delle Giulie che la ribattezzò "Vedetta Italia". Fu demolita dall'esercito tedesco nel 1944.
- Vedetta Alice

Eretta nel 1897, tra il valico di Trebiciano ed il Monte Calvo. Venne realizzata traslando la torre di un fontanone ottocentesco che si trovava in piazza Dogana (ora piazza Vittorio Veneto). Il nome di Alice le fu dato in onore della consorte del vicepresidente della Società Alpina delle Giulie, avvocato Giuseppe Luzzatto. Fu demolita nel 1915 dall'esercito austriaco.
- Vedetta Ortensia o Vedetta di Opicina

Si trovava ad Opicina, nella zona dell'Obelisco. Fu costruita dalla Società Alpina delle Giulie nel 1890, e successivamente demolita per motivi militari.

## Galleria d'immagini

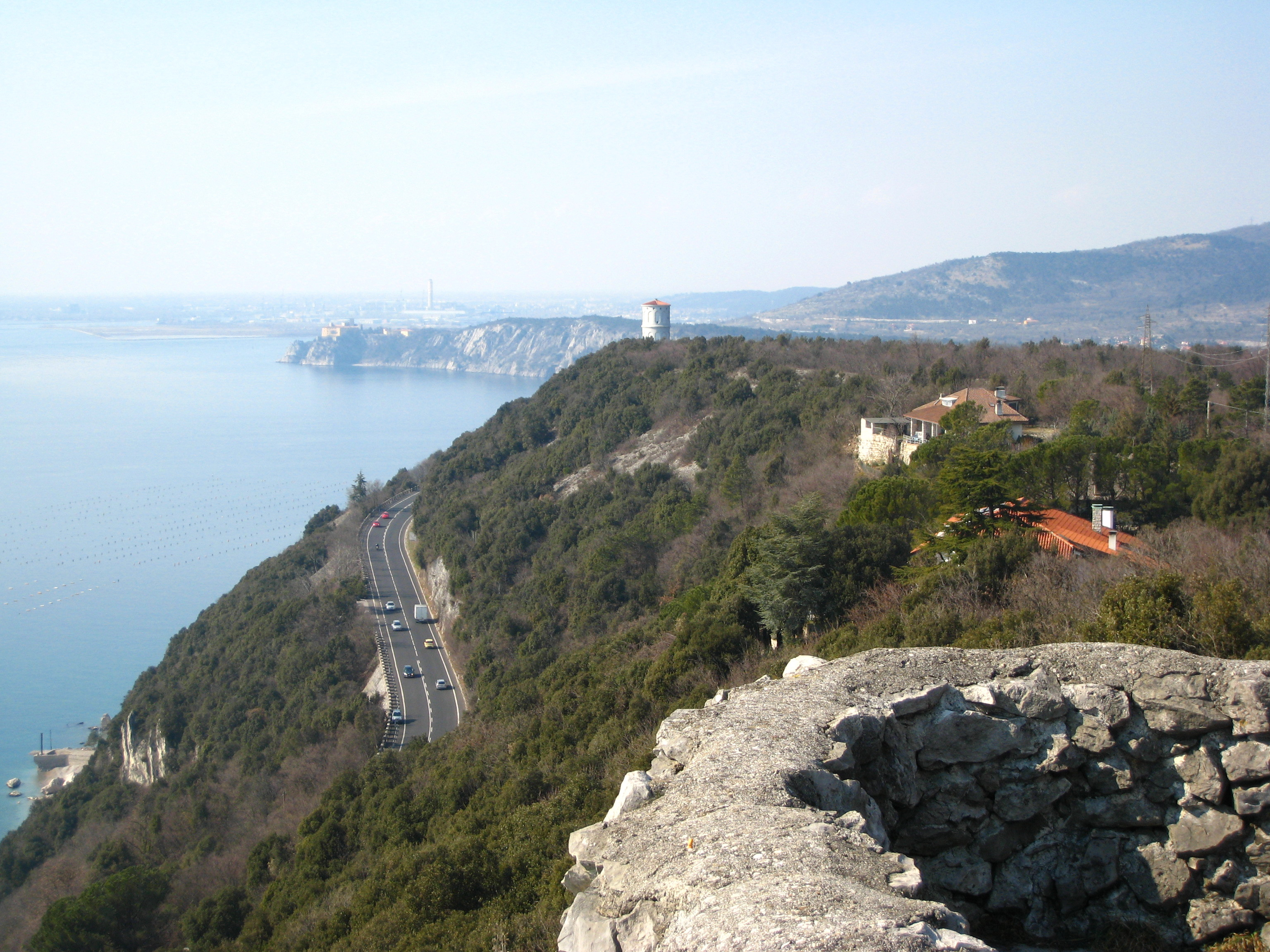
Il belvedere Tiziana Weiss
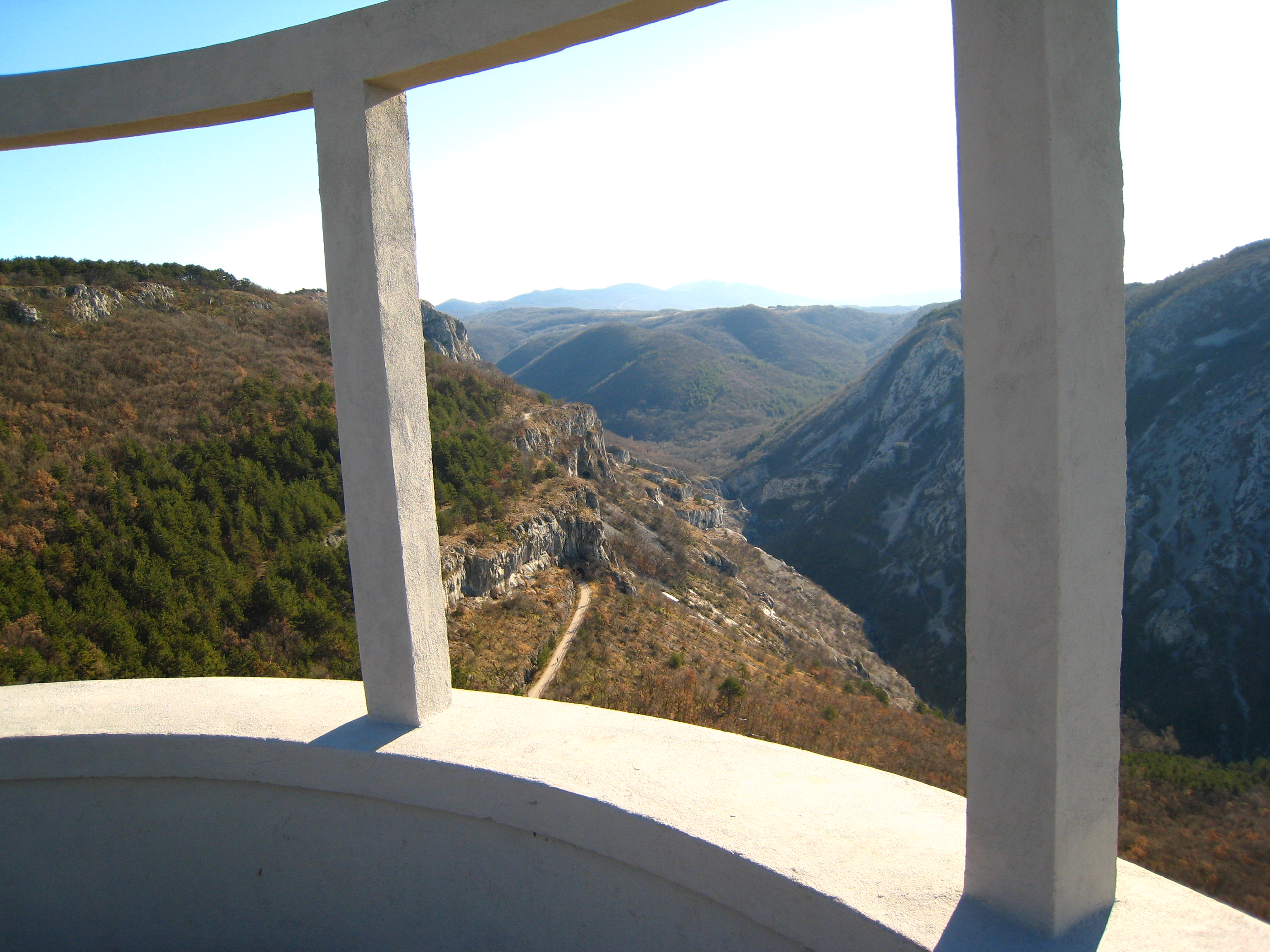
La Val Rosandra vista dalla vedetta di San Lorenzo
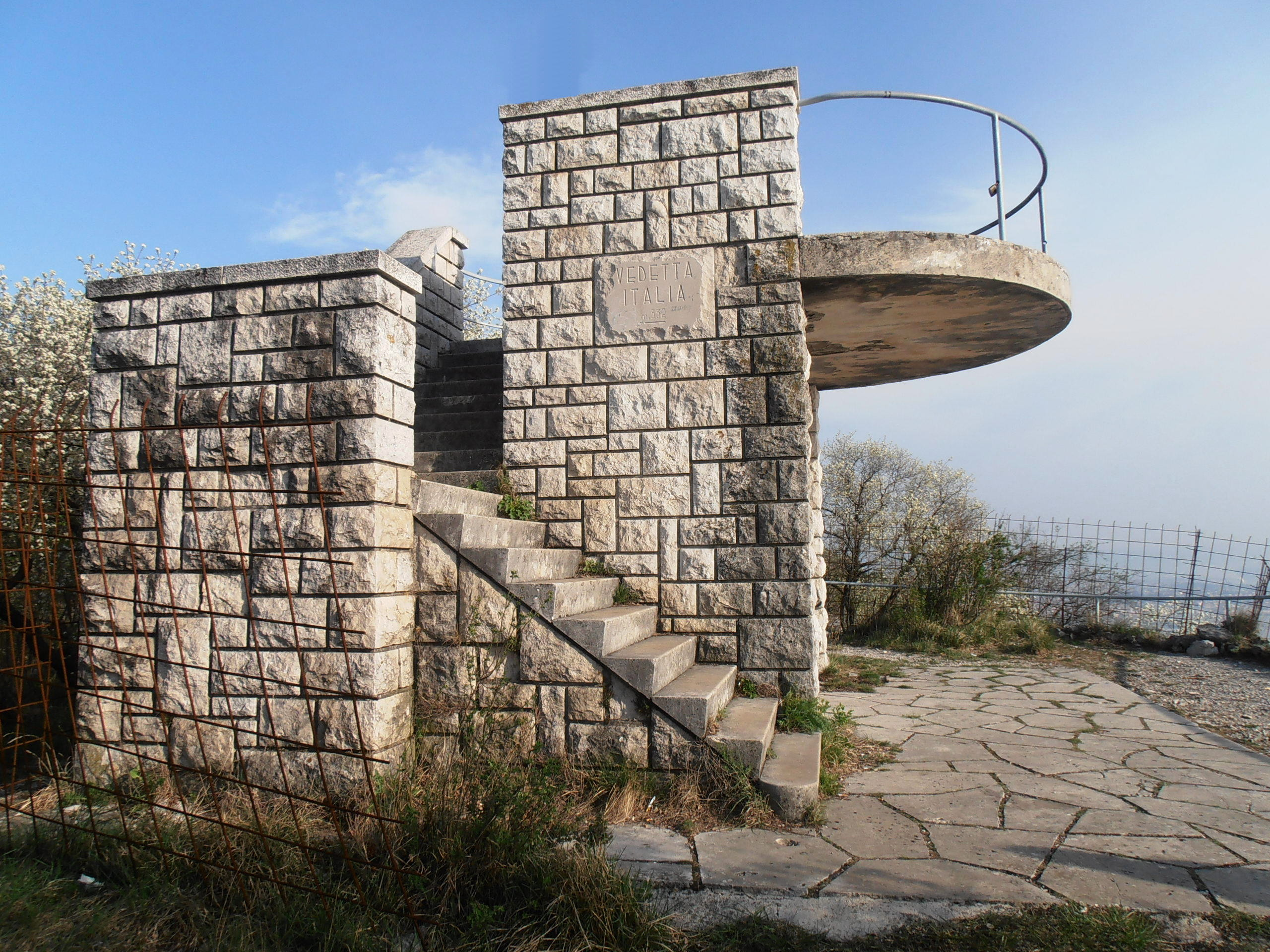
La vedetta Italia
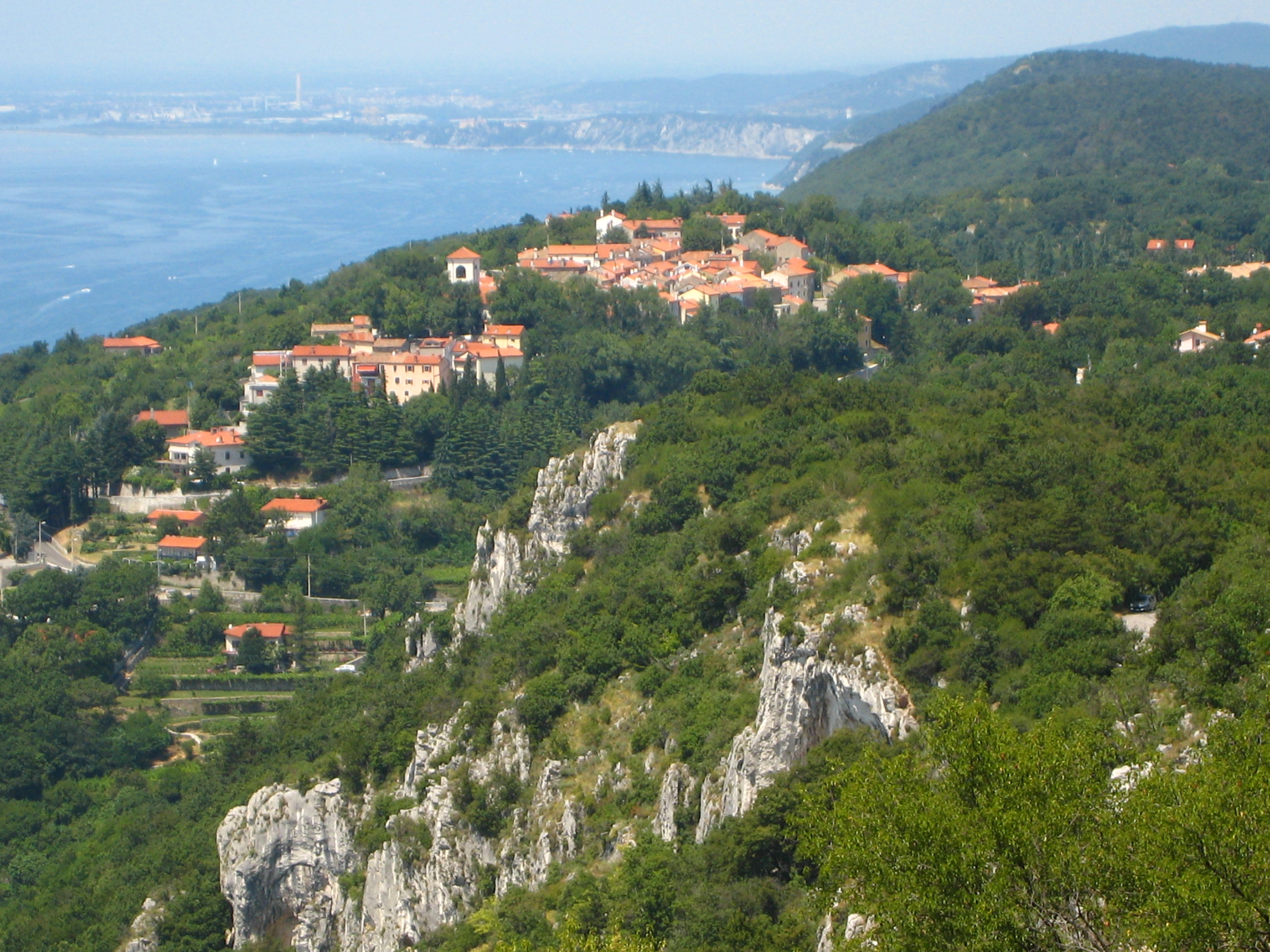
Il ciglione carsico visto dalla vedetta Italia
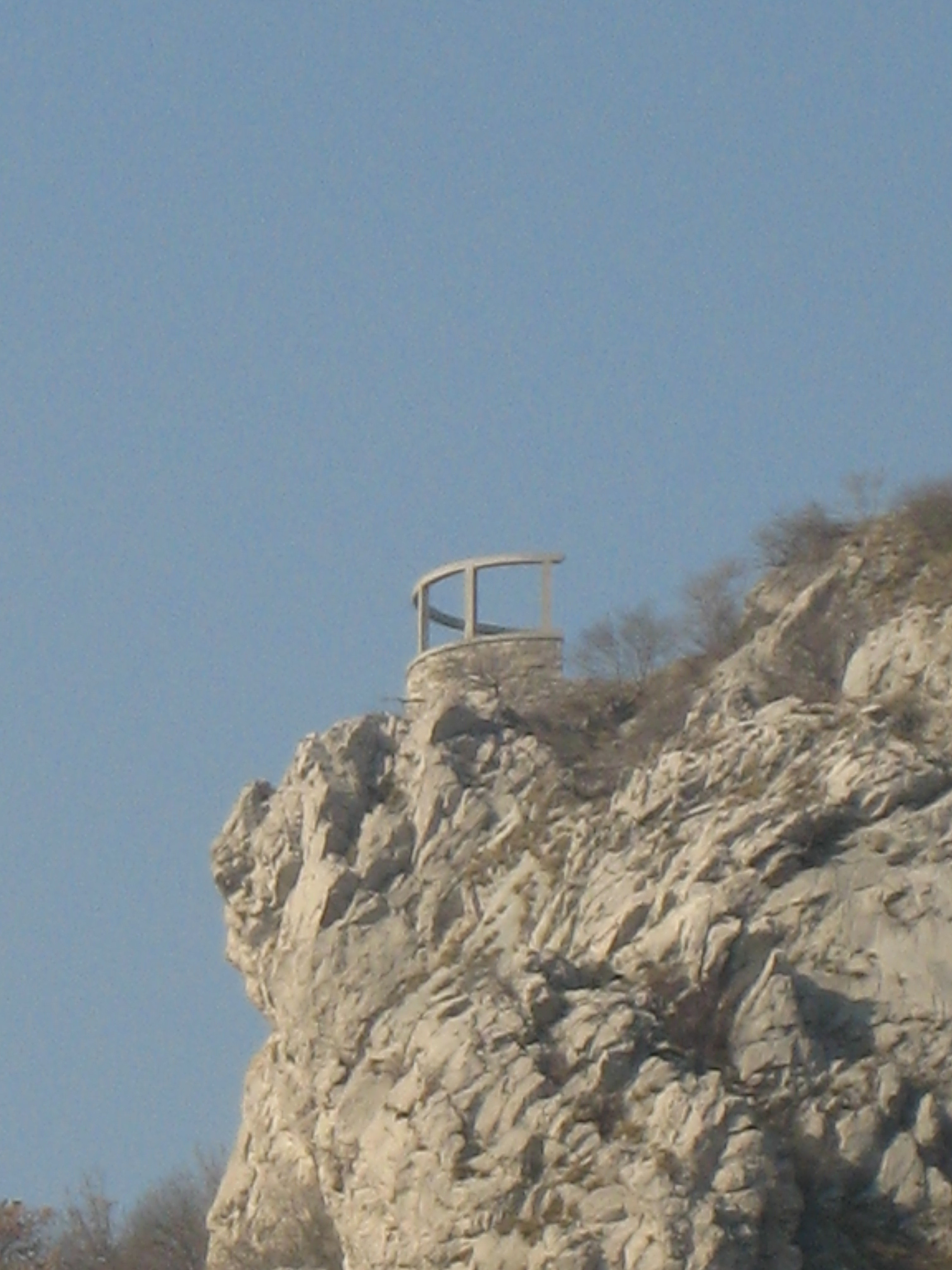
La vedetta di Moccò
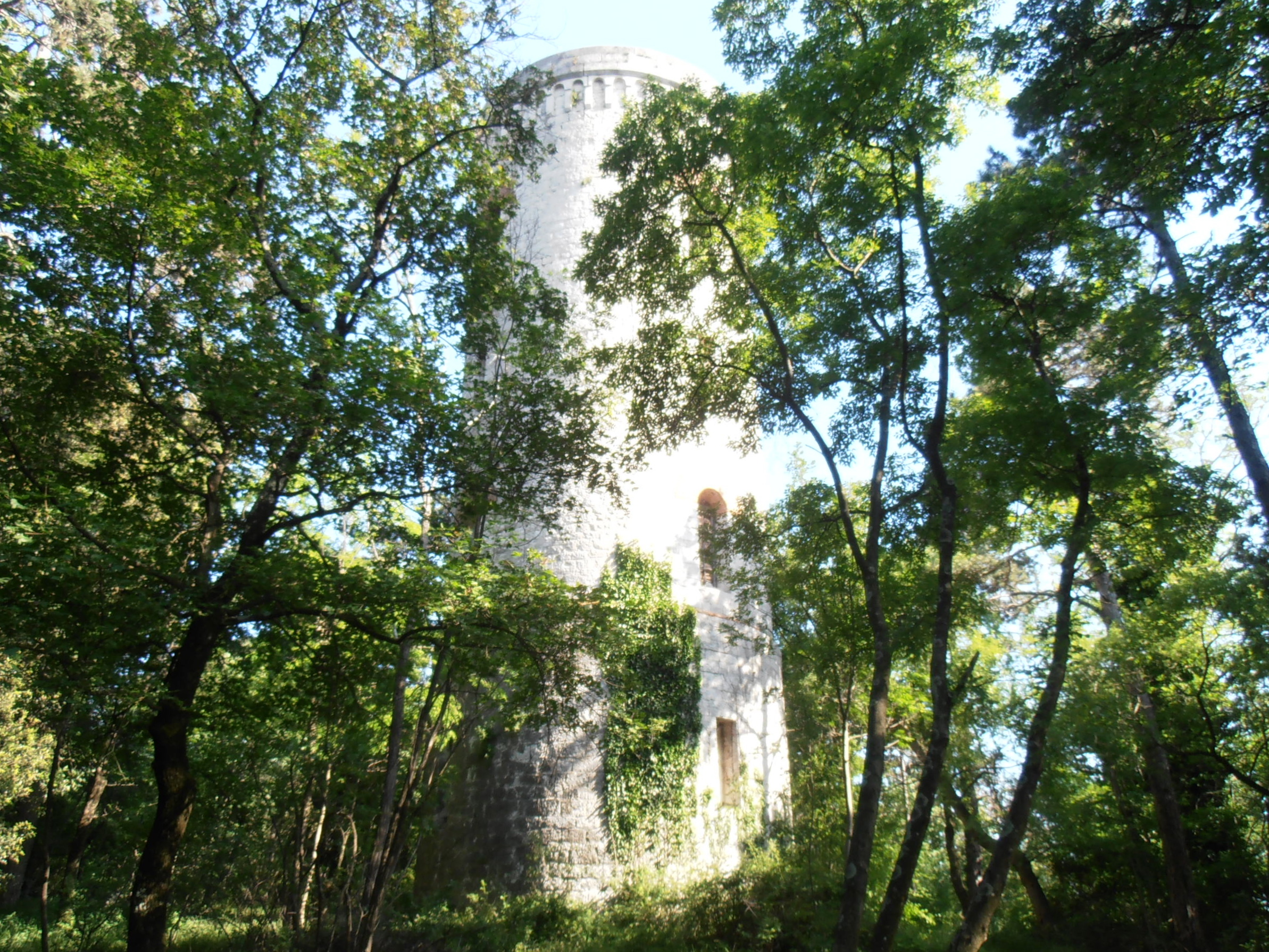
Torre Liburnia
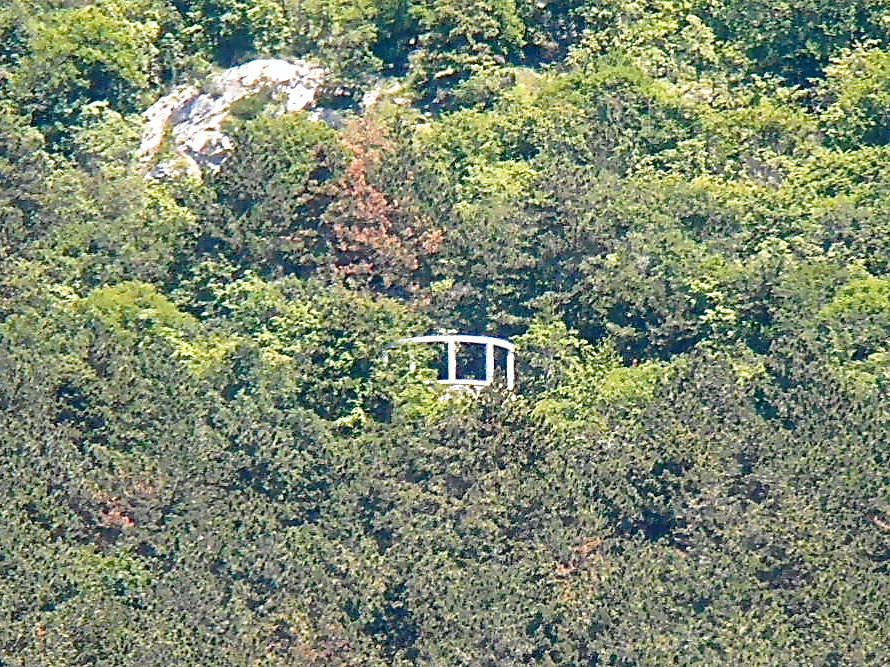
La vedetta di Crogole
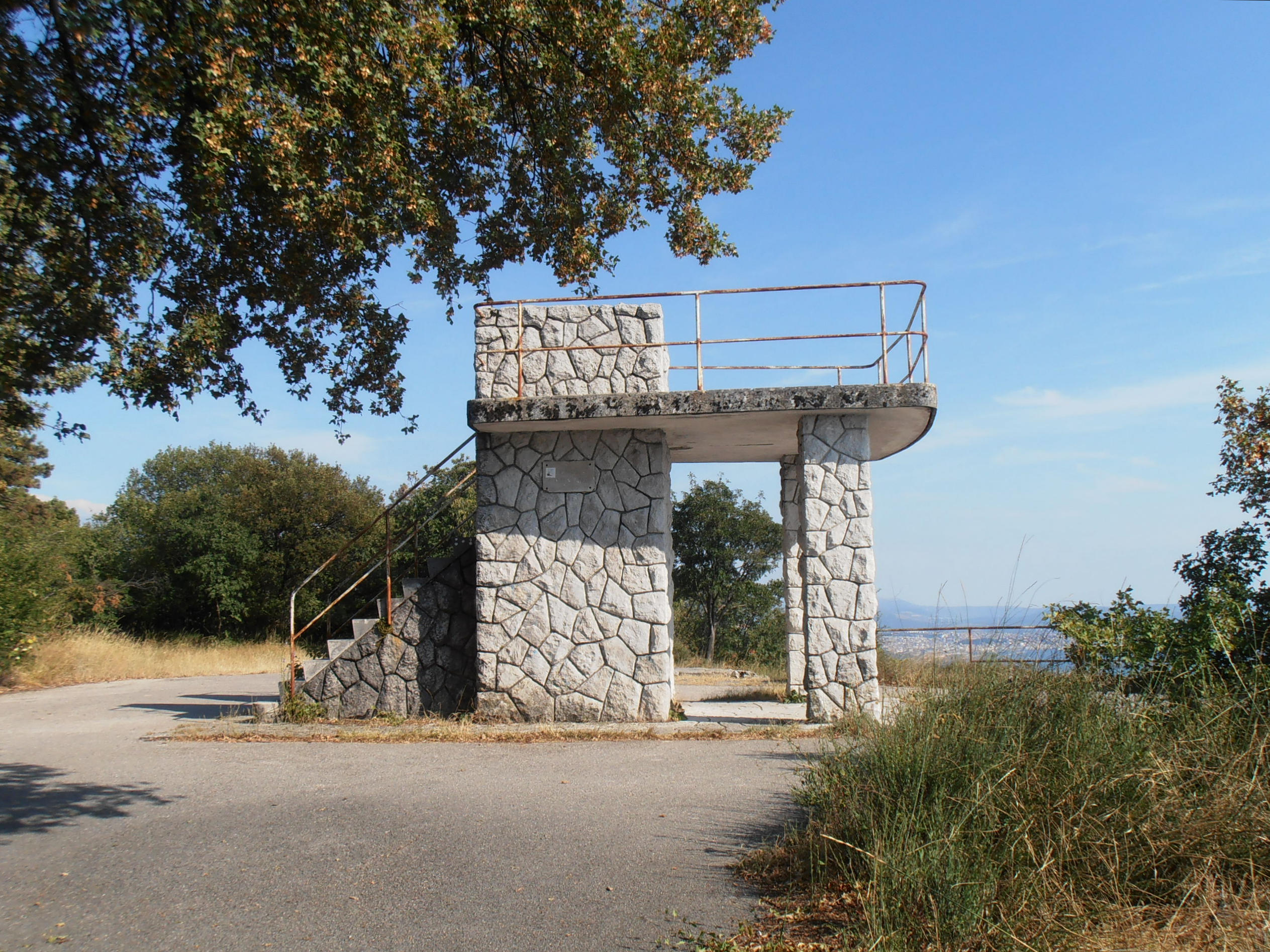
Vedetta Scipio Slataper
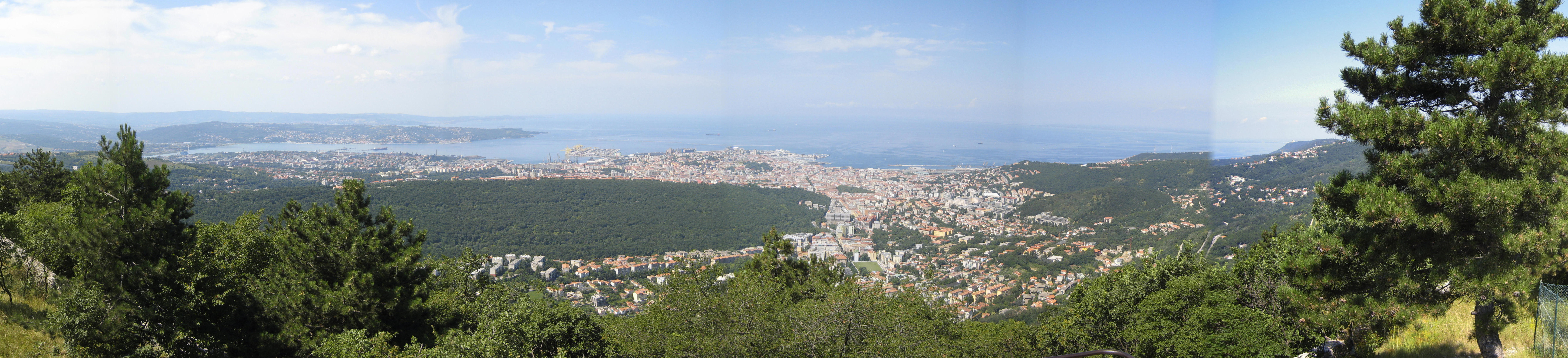
Vista della città e del golfo dalla vedetta Alice